# ラフィー・ウッダウラ
ラフィー・ウッダウラ（ヒンディー語：रफी उद-दौलत Rafi ud-Daula, 1696年6月 - 1719年9月19日）は、北インド、ムガル帝国の第11代君主（在位：1719年）。シャー・ジャハーン2世（ウルドゥー語: شاہجہان ثانی Shah Jahan II）とも呼ばれる。父は第7代君主バハードゥル・シャー1世の三男ラフィー・ウッシャーン。

## 生涯
1696年6月、ラフィー・ウッダウラは、バハードゥル・シャー1世の三男ラフィー・ウッシャーンとその妃ヌールンニサー・ベーグムの息子として生まれた。
1719年6月6日、サイイド兄弟は皇帝ラフィー・ウッダラジャートを退位させ、その兄であるラフィー・ウッダウラを新たな皇帝とした。
なお、弟の治世にアーグラで擁立されたネクシヤルは、 8月13日に捕えられ、デリーで幽閉されることとなった。
9月19日、サイイド兄弟はラフィー・ウッダウラも弟ラフィー・ウッダラジャートと同じように殺害した。ただし、結核で死亡したとする場合もある。
9月27日、サイイド兄弟はバハードゥル・シャー1世の四男ジャハーン・シャーの息子ムハンマド・シャーを即位させた。

## 家族
后妃・子女なし